# Дисилилсульфид
Дисилилсульфид — неорганическое соединение,
кремниевый аналог тиоэфира диметилсульфида с формулой (SiH3)2S,
бесцветная жидкость,
устойчив при комнатной температуре,
самовоспламеняется на воздухе.

## Получение
- Реакция иодсилана с сульфидом ртути:

{\displaystyle {\mathsf {2SiH_{3}I+HgS\ {\xrightarrow {}}\ (SiH_{3})_{2}S+HgI_{2}}}}
- Взаимодействие сульфида лития и бромсилана:

{\displaystyle {\mathsf {2SiH_{3}Br+Li_{2}S\ {\xrightarrow {-96^{o}C}}\ (SiH_{3})_{2}S+2LiBr}}}

## Физические свойства
Дисилилсульфид образует бесцветную жидкость,
устойчив при комнатной температуре,
самовоспламеняется на воздухе.